# Беляева, Татьяна Ильинична
Татья́на Ильи́нична Беля́ева (2 октября 1971, Львов) — украинская дзюдоистка средней весовой категории, выступала за сборную Украины на всём протяжении 1990-х годов. Участница двух летних Олимпийских игр, бронзовая призёрка чемпионата мира, победительница многих турниров национального и международного значения. Мастер спорта Украины международного класса. Также известна как самбистка, чемпионка Европы и мира по спортивному самбо.

## Биография
Татьяна Беляева родилась 2 октября 1971 года в городе Львове Украинской ССР. Активно заниматься дзюдо начала в возрасте пятнадцати лет.
Впервые заявила о себе в сезоне 1989 году, когда выиграла бронзовые медали на открытом женском чемпионате СССР в Каунасе и на международном юниорском турнире в Польше. Два года спустя дебютировала во взрослом Кубке мира, в частности заняла пятое место на этапе в Мюнхене. В 1992 году в составе сборной СНГ завоевала бронзовую медаль на командном европейском первенстве в Леондинге.
После окончательного распада Советского Союза Беляева вошла в основной состав национальной сборной Украины и продолжила принимать участие в крупнейших международных турнирах. Так, в 1994 году она выиграла серебряную медаль на международном турнире в Бухаресте, заняла пятое место на чемпионате Европы в Гданьске, получила бронзу на Играх доброй воли в Санкт-Петербурге, стала серебряной призёркой чемпионата мира среди студентов в Мюнстере. В следующем сезоне была пятой на этапах Кубка мира в Париже и Праге, побывала на мировом первенстве в японской Тибе, откуда привезла награду бронзового достоинства, выигранную в полутяжёлой весовой категории — единственное поражение потерпела здесь от титулованной бельгийки Уллы Вербрук.
В 1996 году Беляева заняла седьмое место на чемпионате Европы в Гааге и благодаря череде удачных выступлений удостоилась права защищать честь страны на летних Олимпийских играх в Атланте. В итоге стала здесь пятой, проиграв той же бельгийке Вербрук и представительнице Кубы Диаденис Луне.
На различных этапах Кубка мира 1997 года выиграла серебряную и бронзовую медали. Ещё через год на аналогичных соревнованиях получила бронзу, кроме того, заняла седьмое место на чемпионате Европы в испанском Овьедо и одержала победу на международном турнире класса «А» в Минске. В 1998 году отметилась бронзовой наградой на этапе мирового кубка в Праге, стала пятой на европейском первенстве в Братиславе.
Последний раз показала сколько-нибудь значимые результаты на международной арене в сезоне 2000 года, когда выиграла серебряные медали на этапах Кубка мира в Минске и Праге, а также бронзовую медаль на этапе в Варшаве. Будучи в числе лидеров дзюдоистской команды Украины, благополучно прошла квалификацию на Олимпийские игры в Сиднее — на сей раз в первом же поединке потерпела поражение от японки Масаэ Уэно и лишилась всяких шансов на попадание в призы. Вскоре по окончании этих соревнований приняла решение завершить карьеру профессиональной спортсменки, уступив место в сборной молодым украинским дзюдоисткам.
Помимо выступлений в дзюдо, также регулярно участвовала в соревнованиях по самбо. В 1992 году стала чемпионкой Европы по самбо, в 1996 году одержала победу на чемпионате мира. За выдающиеся спортивные достижения удостоена почётного звания «Мастер спорта Украины международного класса».
Имеет высшее образование, окончила Каменец-Подольский национальный университет имени Ивана Огиенко, где обучалась на факультете физической культуры. В 2005 году после завершения спортивной карьеры заняла должность директора ОДЮСШ «Спартак» Днепропетровского областного совета, в период 2012—2014 возглавляла СДЮСШОР №6 в Днепропетровске. Как тренер подготовила многих талантливых дзюдоисток, в том числе её ученицами являются такие известные дзюдоистки как Светлана Чепурина, Яна Крюкова, Екатерина Лялина, Оксана Кравченко. Удостоена звания «Заслуженный тренер Украины».
В 2014 году переехала на постоянное жительство в Тюмень, в настоящее время работает тренером-преподавателем Государственного автономного учреждения дополнительного образования Тюменской области «Центр олимпийской подготовки «Тюмень-дзюдо».